# Октиси
Октиси или Охтиси (на македонска литературна норма: Октиси; на албански: Oktisi) е село в Северна Македония, в община Струга. В Октиси е открита раннохристиянска базилика от V – VI век със запазени мозайки.

## География
Селото е разположено в западния край на Стружкото поле, в склоновете на планината Ябланица. От Струга е отдалечено на 10 километра. Дели се на четири основни махали – Горна махала, Каурска махала, Средна махала, и Долна махала, които се разделят на други по-малки – Подлойза, Подредеш, Желинва краста и други. Общо има над 900 къщи.

## История

### Античност
В Октиси е разкрита раннохристиянска базилика от края на V и началото на VI век. Подовата мозайка на базиликата е богато украсена с образи на елени, коне, флора и геометрични орнаменти.

### В Османската империя
В XIX век Октиси е село в Стружка нахия на Охридска каза на Османската империя. В „Етнография на вилаетите Адрианопол, Монастир и Салоника“, издадена в Константинопол в 1878 година и отразяваща статистиката на населението от 1873 година, Октиси (Oktissi) е посочено като село с 60 домакинства, като жителите му са 162 българи.
Според Васил Кънчов в 90-те години Октиси има 120 християнски, доста състоятелни къщи. Според статистиката му („Македония. Етнография и статистика“) в 1900 година Охтиси (Октиси) има 840 жители българи християни и 550 българи мохамедани.
На Етнографската карта на Битолския вилает на Картографския институт в София от 1901 година Октиси е смесено село българи, албанци и помаци в Охридската каза на Битолския санджак с 220 къщи.
Църквата „Свети Атанасий“ е от XIX век. Джамията Али паша или Горната джамия е изградена около 1903 година.
Цялото християнско население на селото е под върховенството на Българската екзархия. По данни на секретаря на екзархията Димитър Мишев („La Macédoine et sa Population Chrétienne“) в 1905 година в Охтиси има 1016 българи екзархисти и функционира българско училище. В 1907 година Яким Деребанов пише в свой рапорт, че селото се дели на две махали: горна, западна и долна, източна. Горната махала е населена от „българи-християни, а долната от българи-мухамедани“.
Традиционен поминък на мюсюлманските жители на селото е зидарството. През първата половина на ХХ век тайфи (дружини) от майстори-зидари работят в Мариово, Преспа, Демир Хисар.
При избухването на Балканската война в 1912 година 13 души от Октиси са доброволци в Македоно-одринското опълчение.

### В Сърбия, Югославия и Северна Македония
В 1925 година е изградена църквата „Свети Никола“. В 1968 година е изградена Акташ джамия или Долната джамия.
Според преброяването от 2002 година селото има 2479 жители.
| Националност     | Всичко |
| ---------------- | ------ |
| северномакедонци | 955    |
| албанци          | 346    |
| турци            | 1071   |
| роми             | 1      |
| власи            | 0      |
| сърби            | 1      |
| бошняци          | 15     |
| други            | 91     |

| Майчин език | Всичко |
| ----------- | ------ |
| македонски  | 2366   |
| албански    | 60     |
| турски      | 41     |
| друг        | 11     |

| Религия     | Всичко | Процент |
| ----------- | ------ | ------- |
| мюсюлмани   | 2069   | 83,4    |
| православни | 406    | 16,3    |
| други       | 4      | 0,3     |

Мнозинството от жителите на селото са македонски мюсюлмани – торбеши, деклариращи се като македонци, турци и албанци. В Октиси църквите са „Свети Атанасий Велики“, „Свети Никола“, „Свети Димитър“ и „Свети Йоан Кръстител“.

## Личности
Родени в Октиси
- Димитър Илиев, български опълченец, ІІI опълченска дружина[13]
- Константин Дишлиев, български лекар[14]
- Милован Шиковски (1937 - ?), политик от Социалистическа Северна Македония
- Никола Гьончески (1932 - ?), председател на община Струга
- Никола Дишлиев, български революционер, деец на ВМОРО[15]
- Пантелей Томовски (1872 – 1936), български революционер
- Фият Цаноски (р.1960), бизнесмен и политик от Северна Македония, водач на Партията за европейска иднина
- Яков Лазароски (р.1935), секретар на МКП и университетски професор